# Ligusticum filicinum
Ligusticum filicinum är en flockblommig växtart som beskrevs av Sereno Watson. Ligusticum filicinum ingår i släktet strandlokor, och familjen flockblommiga växter. Inga underarter finns listade i Catalogue of Life.

## Bildgalleri

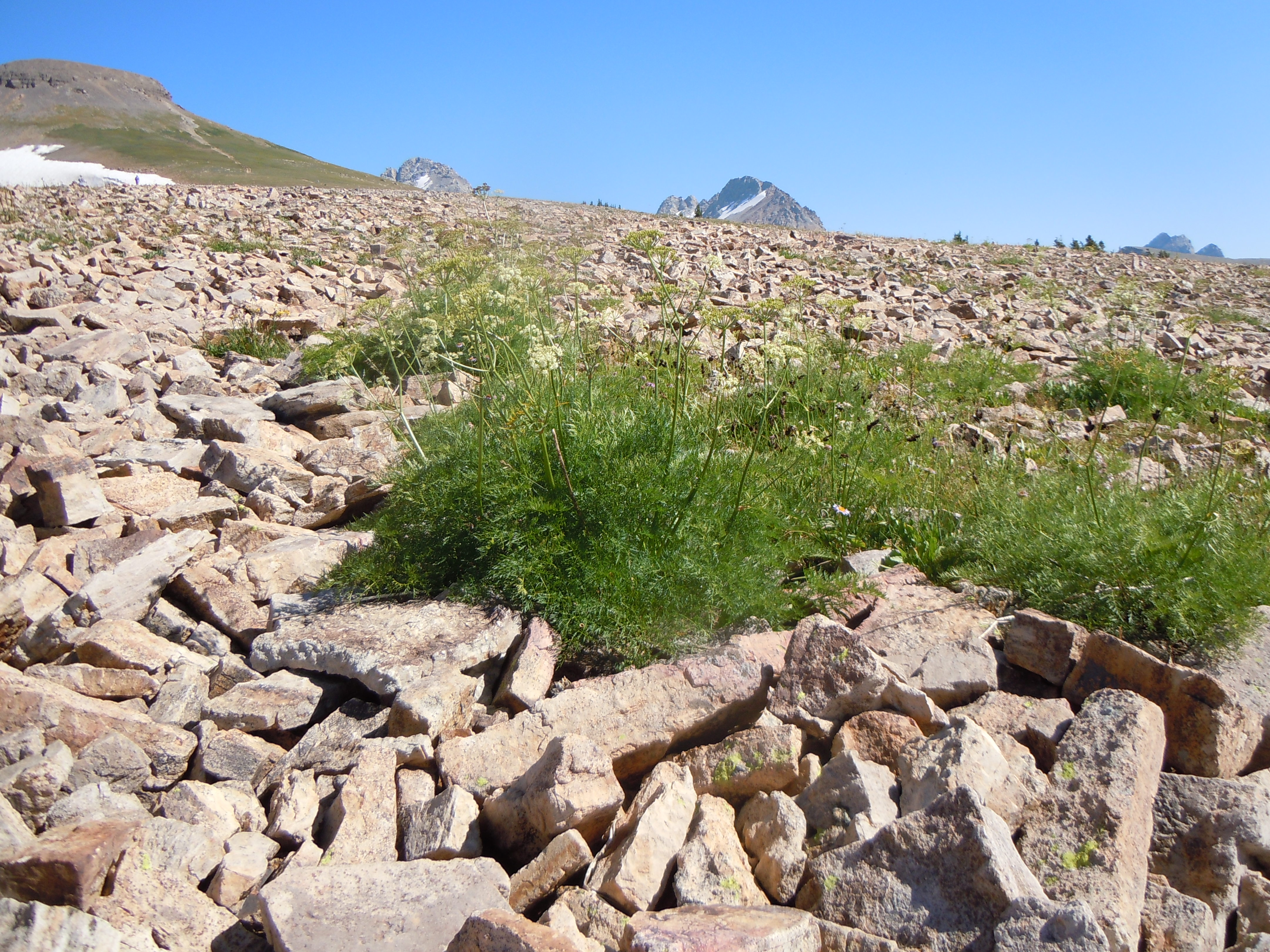
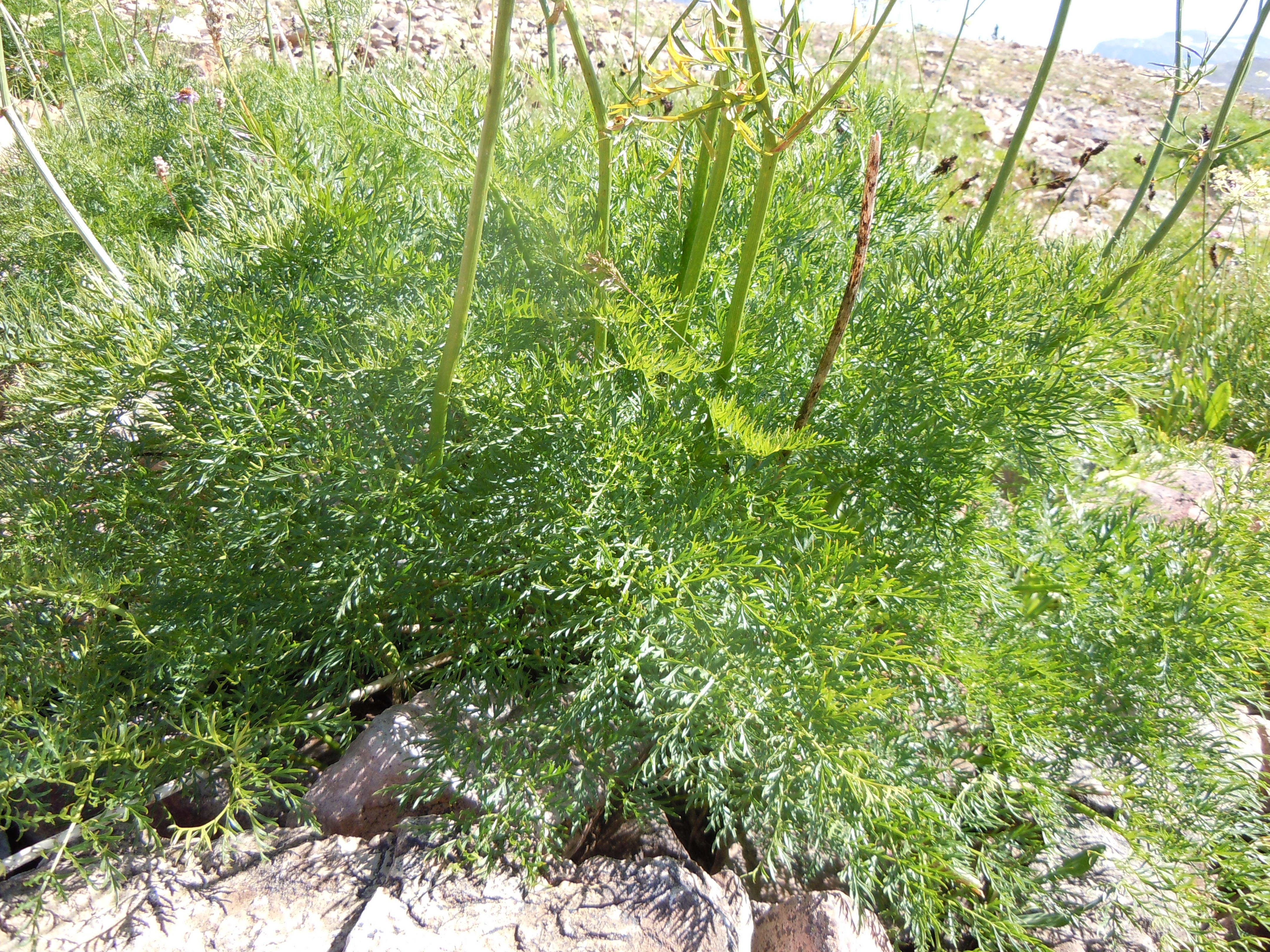
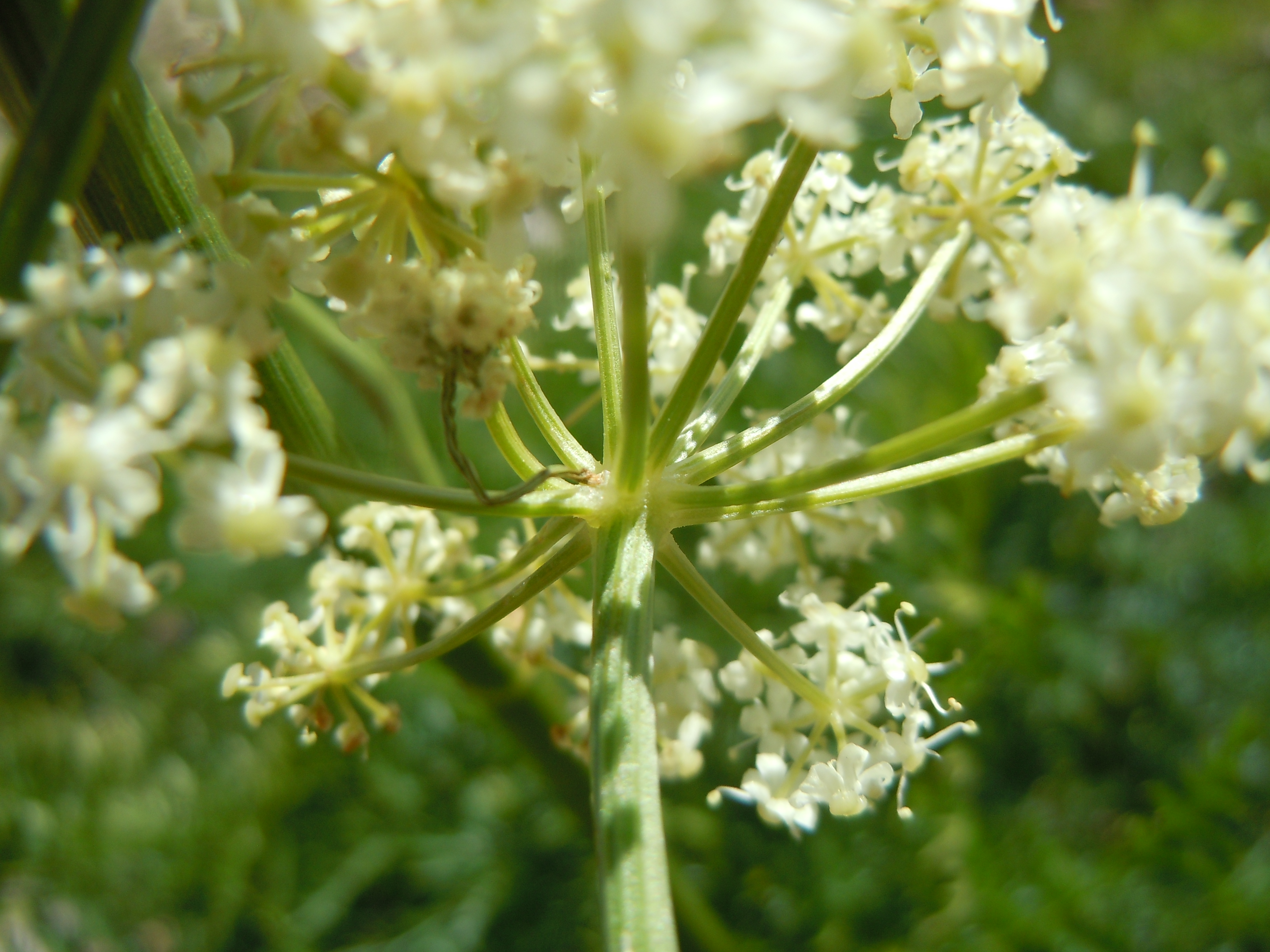
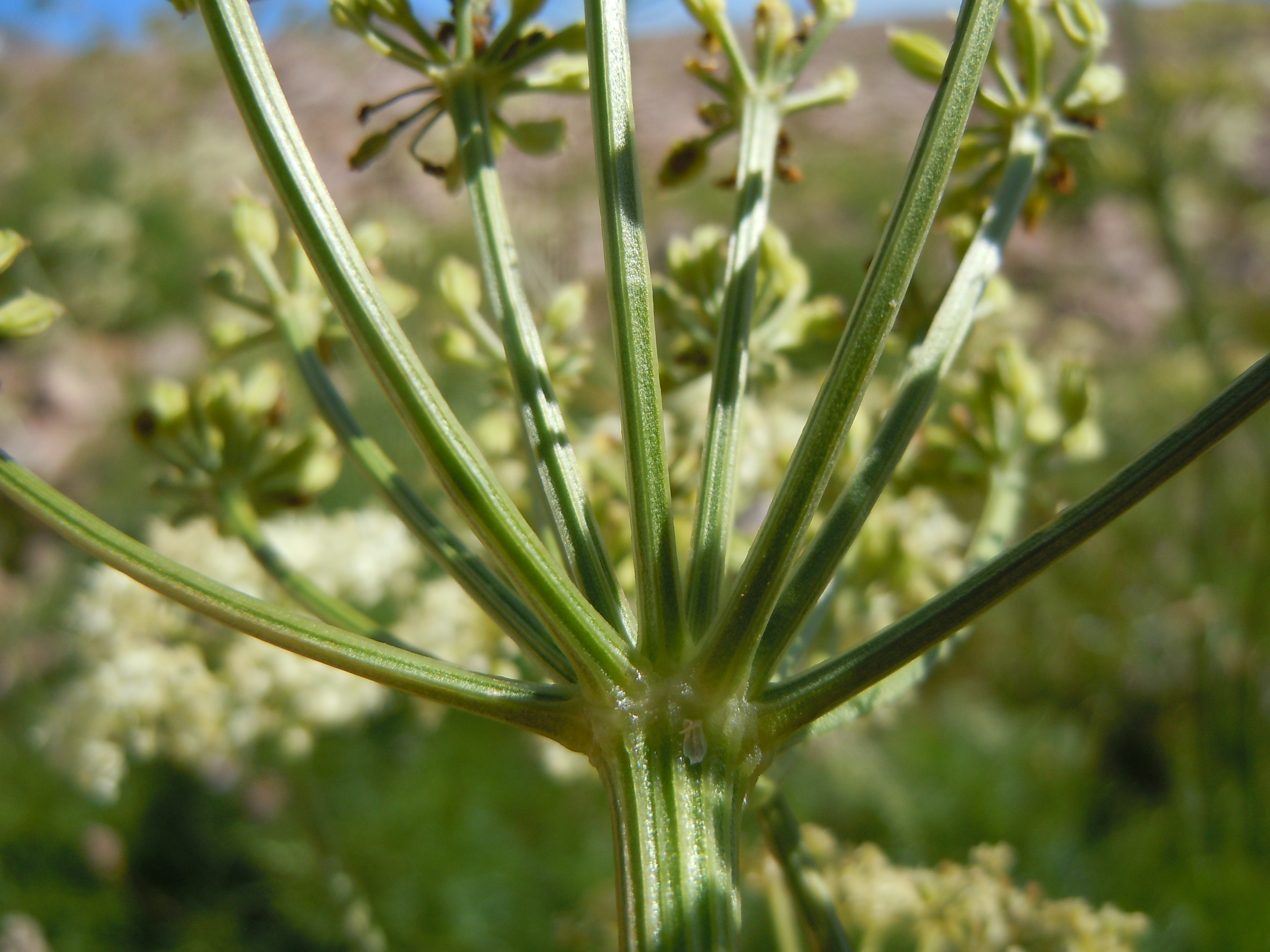
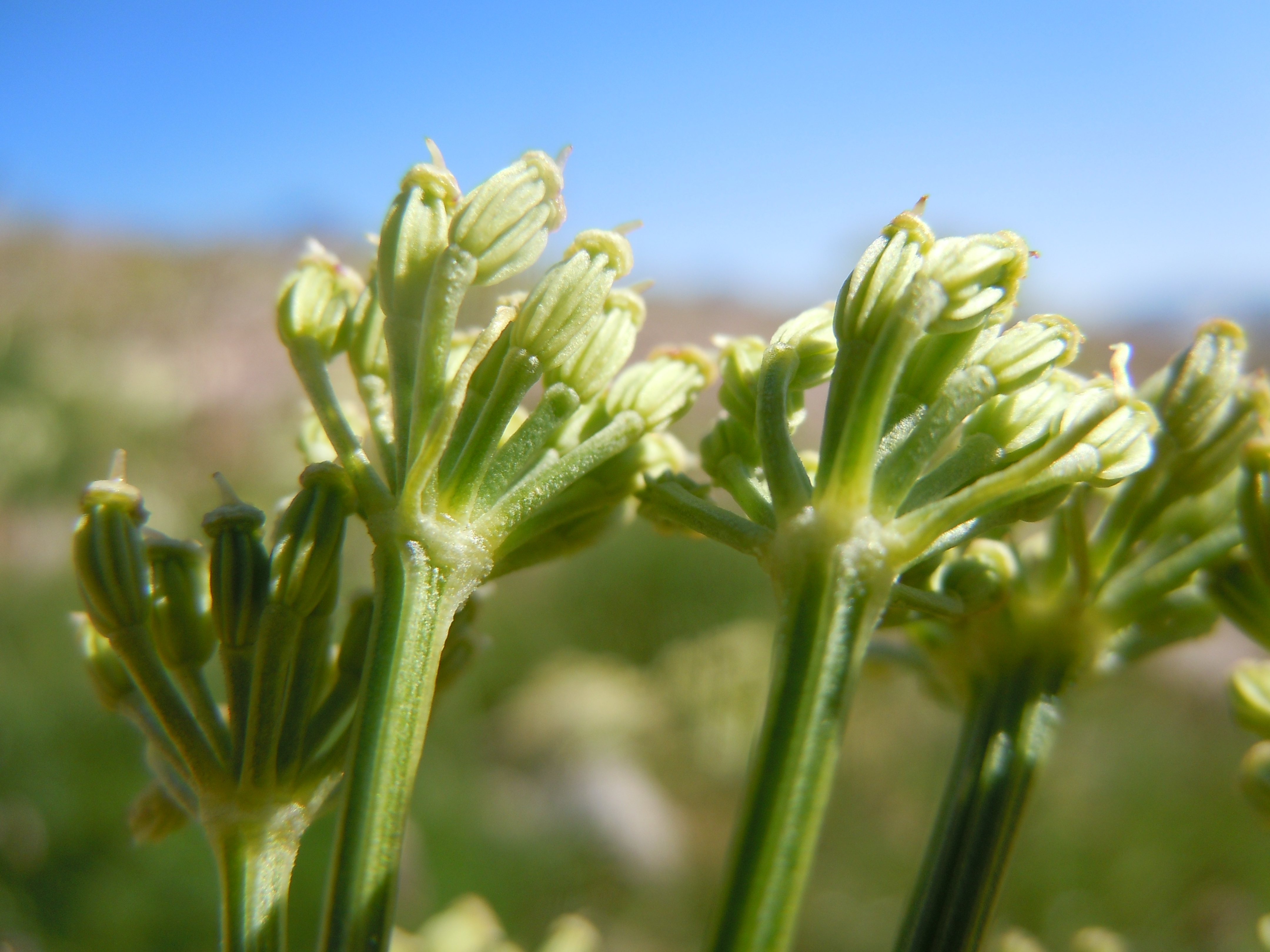
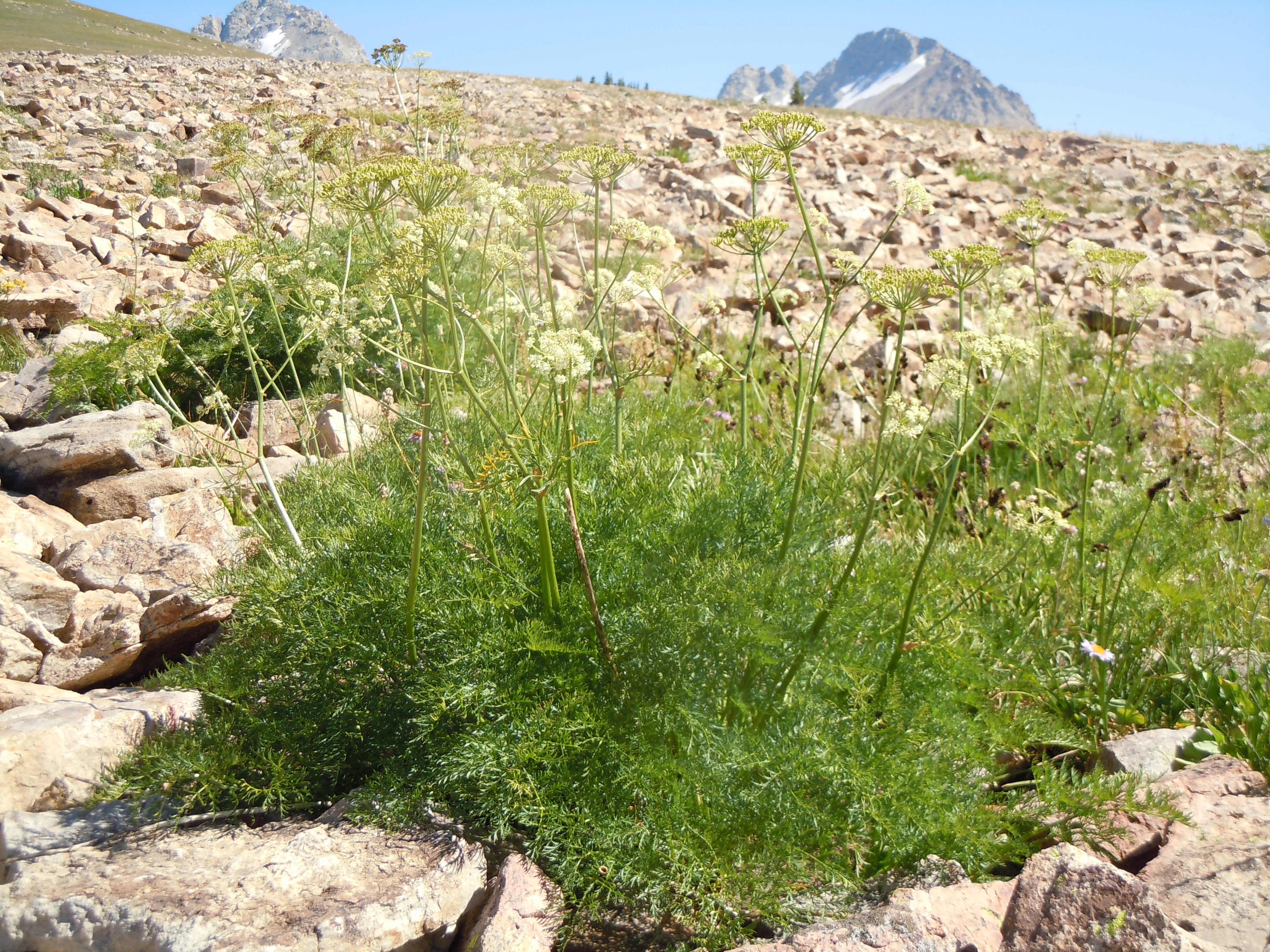